# Linyra lymphatica
Linyra lymphatica är en skalbaggsart som beskrevs av Leon Fairmaire 1898. Linyra lymphatica ingår i släktet Linyra och familjen långhorningar.
Artens utbredningsområde är Madagaskar. Inga underarter finns listade i Catalogue of Life.